# Kinesiska sjötullverket

Sjötullverkets flagga under Qingdynastin.

'Kinesiska sjötullverket, även känt som Imperial Maritime Customs Service och Chinese Maritime Customs Service efter 1912, var en myndighet som hade ansvar för Kinas beskattning av utrikeshandel i fördragshamnarna som öppnats för handel i enlighet med handelsfördrag med västmakterna. Verket grundades 1854 och bemannades främst av utländska ämbetsmän fram till slutet av 1920-talet, då Republiken Kinas regering drev igenom att det utländska inflytandet skulle fasas ut. Efter det kinesiska inbördeskrigets slut 1949-50, delades tullverket upp mellan Folkrepubliken Kina och Republiken Kina på Taiwan.

## Generalinspektörer
- Horatio Nelson Lay，1859－1863
- Robert Hart，1863－1911
- Robert Edward Bredon，1908－1910
- Francis Aglen，1910－1912 och 1912－1929
- Frederick Maze，1929－1943
- Lester Knox Little，1943－1950

## Källa
- Fairbank, John King (1953) (på engelska). Trade and diplomacy on the China Coast: the opening of the treaty ports, 1842-1854. Harvard historical studies series; 62-63. Harvard U.P.; O.U.P. Libris 974502
- Ven, Hans J. van de (2014) (på engelska). Breaking with the Past : The Maritime Customs Service and the Global Origins of Modernity in China [Elektronisk resurs]. New York: Columbia University Press. Libris 18292544